# Emma Hellenstainer

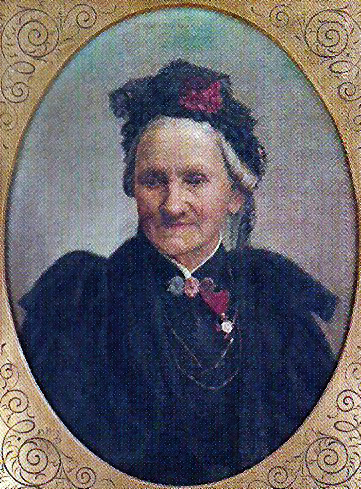
Emma Hellenstainer, Porträt von Ferdinand Behrens, 1895

Emerentiana „Emma“ Hellenstainer (eigentlich Hellensteiner), geb. Hausbacher (* 23. April 1818 in St. Johann in Tirol; † 9. März 1904 in Meran) war eine Pionierin der Tiroler Gastronomie. Sie wurde auch "legendäre Frau Emma" genannt.

## Biografie
Emerentiana Hausbacher war eine Tochter des Gerbers Johann Hausbacher und der Maria (geborene Panzl). Ihr Vater war Besitzer einer Krämerei, und als Emma 15 Jahre alt war, übernahm ihre Mutter die Führung des Gasthofs zum Bären am St. Johanner Hauptplatz. Emma erhielt bei den Ursulinen in Innsbruck eine gründliche Ausbildung in häuslichen Fertigkeiten und erwarb erste Italienischkenntnisse. Auf den gastgewerblichen Bereich ausgerichtet war die anschließende Lehrzeit in der Küche des Gasthofs Zu den drei Alliirten in Salzburg, bei ihren späteren Salzburg-Aufenthalten stieg sie gerne im Hôtel Nelböck ab. Diese für die damalige Zeit umfassende Ausbildung sollte sie nach dem ersten Plan der Mutter befähigen, den Gasthof zum Bären zu übernehmen. Als ihre Mutter aber das Bräuhaus an der Rienz bei Toblach erbte, erhielt Emma den Auftrag zur Führung dieses Betriebes und übersiedelte ins Pustertal.
Dort heiratete sie 1842 Joseph Carl Hellensteiner († 1858) aus Niederdorf im Hochpustertal. Hellensteiner führte  in Niederdorf das Gasthaus Schwarzadler.
Die Ehegatten nützten die günstige Verkehrslage zum qualitativen Ausbau ihres Gasthofes. Sie bewirteten nicht nur die damals typische Kundschaft von Fuhrleuten und Durchreisenden, sondern setzten auf den um die Mitte des Jahrhunderts aufblühenden Tourismus. Frau Emma ließ die Ausstattung der Fremdenzimmer verbessern und verfeinerte die bodenständige Pustertaler Kost durch die Einführung gehobener Standards der Biedermeierküche. Ihren später legendär gewordenen Ruf erwarb sie auch durch ihre Qualitäten als charmante Gastgeberin. Sie war die erste Gastronomin, die in internationalen Zeitungen Anzeigen schaltete. Zu ihrer Bekanntheit trug die Geschichte bei, ihr sei eine Postkarte aus Übersee zugestellt worden, die nur „An Frau Emma in Europa“ adressiert war.
Die 1871 eröffnete Pusterer Bahn zog neue Gästeschichten in das Pustertal, das unter zahlreichen Touristen bald den Ruf eines „österreichischen Engadin“ gewann. Auch der Alpinismus hatte in Niederdorf frühzeitig einen wichtigen Stützpunkt gewonnen: Die 1869 auf Anregung von Emma Hellenstainer und anderen Gastwirten des Ortes gegründete Alpenvereinssektion Hochpustertal war eine der ältesten der Habsburger Monarchie; Frau Hellenstainer war das erste weibliche Mitglied des Alpenvereins überhaupt.

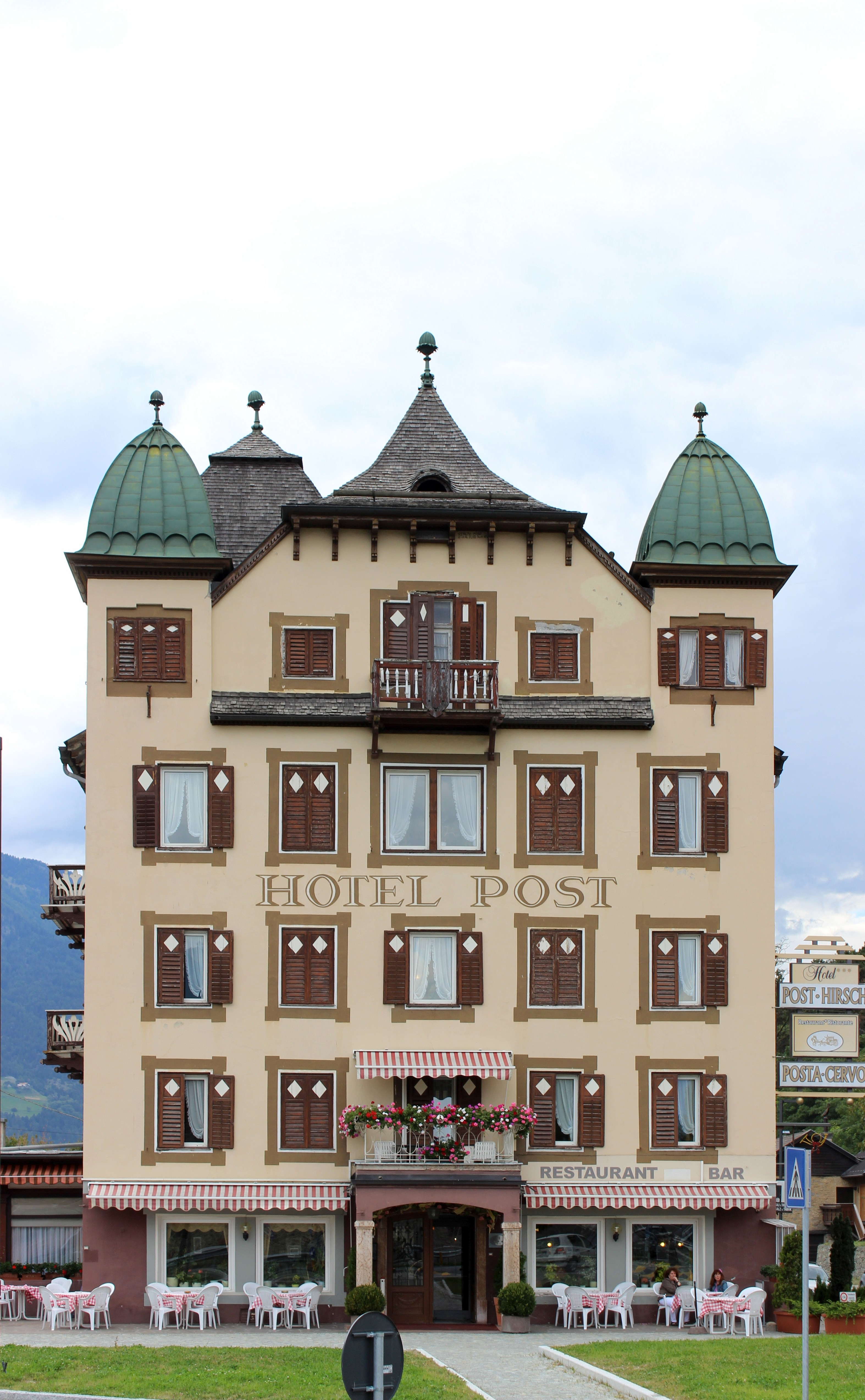
Das Posthotel Hirsch in Spondinig

Auch ihre fünf Töchter und zwei Söhne wurden Gastronomen: Sohn Eduard erbaute 1897 am Pragser Wildsee das Grandhotel Pragser Wildsee; Sohn Hermann eröffnete 1907 in Meran das Hotel Emma, das bald als eines der Flaggschiffe der Meraner Hotellerie galt. Dieser Jugendstilbau ist architekturgeschichtlich interessant, weil er einer der ersten in Europa ist, bei dem gegossene eisenarmierte Betonelemente zur tragenden Struktur gehören. Auch das Hotel Stadt München in Meran und die Post in Neu-Spondinig (siehe Bild) gehörten zum weit verzweigten Familienbesitz. Damit hatte die Familie aus eigener Kraft den Übergang vom dörflichen Gastgewerbe zum modernen Tourismus bewältigt, der in anderen Tiroler Fremdenverkehrszentren meist nur durch Kapitalgesellschaften oder auswärtige Financiers zustande kam.

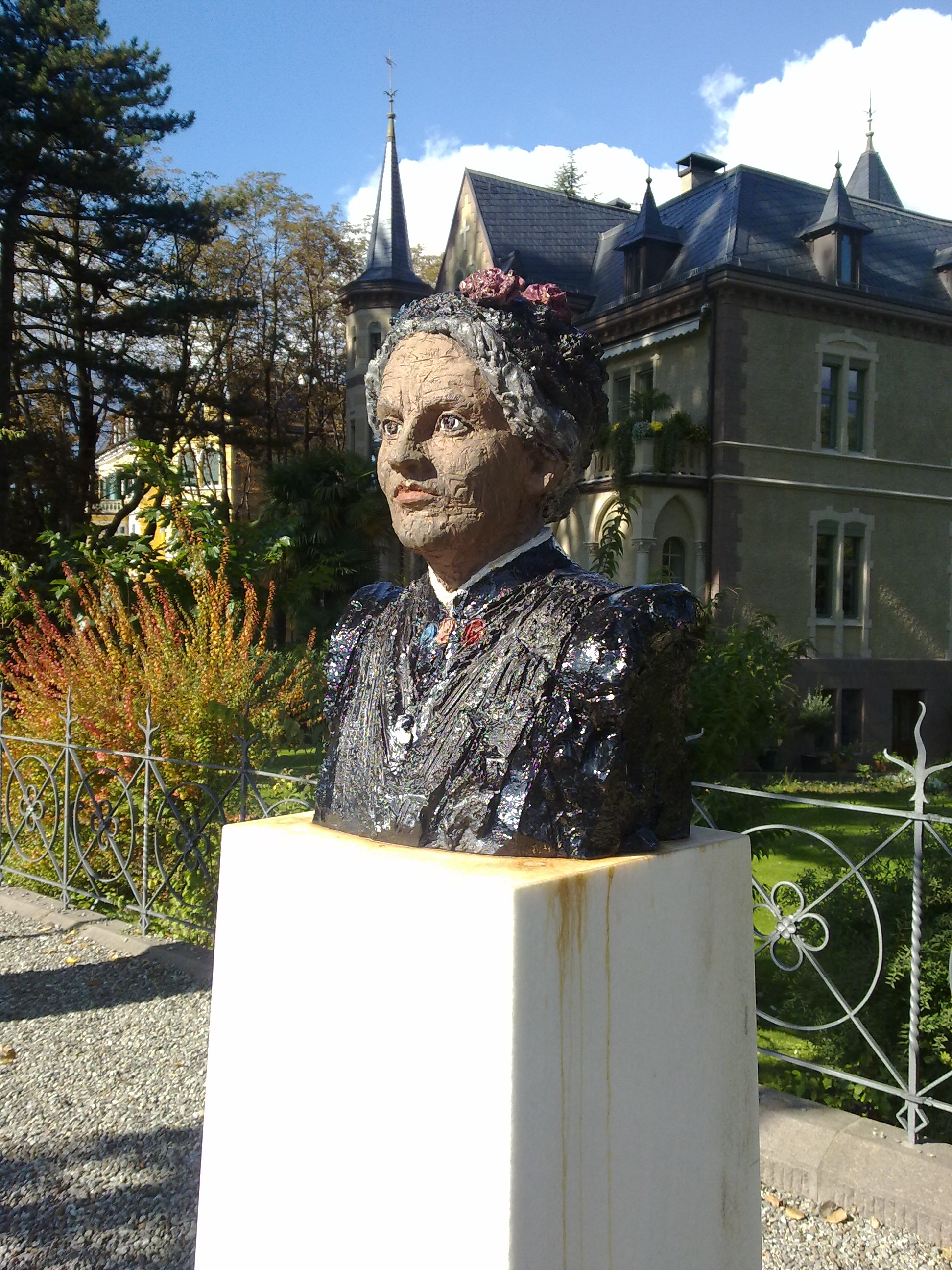
Stephan Balkenhol: Emma, bemalte Bronzeplastik, 2015

Kaiser Franz Josef I. würdigte die Verdienste Frau Emmas durch die Verleihung des Goldenen Verdienstkreuzes und zeigte sich bei einem Besuch in Welsberg 1899 außerordentlich erfreut darüber, dass ihm die „weltbekannte Frau Emma“ vorgestellt wurde. Ihren Lebensabend verbrachte Emma Hellenstainer in Meran, wo sie in ihrem 86. Lebensjahr im Hotel Stadt München starb.
Heute erinnern die Landesberufsschule für das Gast- und Nahrungsmittelgewerbe „Emma Hellenstainer“ in Brixen, das Museum Touriseum in Meran, das Fremdenverkehrsmuseum Hochpustertal in Niederdorf und das Museum St. Johann in Tirol an sie.
Der Bildhauer Stephan Balkenhol schuf im Frühjahr 2015 eine bemalte Bronzeplastik von Emma Hellenstainer als Beitrag zum Kunst-Projekt MenschenBilder, die auf der Passerpromenade in Meran aufgestellt wurde.

## Film
- Frau Emma Europa – eine berühmte Gastwirtin in Tirol (Drehbuch: Markus Larcher, Regie: Jochen Unterhofer), 2005 ausgezeichnet mit dem Preis Farfalla del Trentino beim 53. Internationalen Bergfilmfestival in Trient[6]